# Almachio Diniz
Almachio Diniz Gonçalves (Salvador, 7 de maio de 1880 - Rio de Janeiro, 2 de maio de 1937), foi um advogado, jurista, professor, escritor e poeta brasileiro.

## Biografia
Era filho do farmacêutico e naturalista Adolfo Diniz Gonçalves e de Maria Rosa Guimarães Diniz Gonçalves.

Formado em Direito, três anos depois, mediante concurso torna-se lente da Faculdade Livre de Direito da Bahia, especializando-se no campo da filosofia jurídica, onde sucedeu o professor Leovigildo Filgueiras. 
Em 1915, ele decide se transferir para o Rio de Janeiro. Também ali faz-se catedrático da Faculdade de Direito da Universidade do Rio de Janeiro, lecionando Direito Civil. Foi um dos fundadores da Faculdade Teixeira de Freitas, em Niterói.
Em 1935, Almachio Diniz foi advogado da Aliança Nacional Libertadora (ANL) de Luís Carlos Prestes, tendo impetrado um mandado de segurança buscando reverter a decisão do governo de Getúlio Vargas que havia fechado as sedes da ANL, mas que foi negado pelo Supremo Tribunal Federal.

## Disputas na Academia
Registra Alberto Venâncio Filho que, quando candidatara-se à vaga na Academia Brasileira de Letras deixada pela morte de Euclides da Cunha, Almachio encontrou por oponente outro autor baiano, Afrânio Peixoto, então jovem médico e que, tendo escrito crítica favorável a Mário de Alencar, foi lançado por este candidato mesmo sem o seu conhecimento e estando em viagem à Europa. Num gesto em que procurava abortar o opositor, Almachio apresentou à direção da Casa um pedido de impugnação, onde argumentava que a candidatura do rival havia sido apresentada extemporaneamente. A impugnação foi rejeitada, e Peixoto, eleito.
Em seus argumentos, Almachio ataca a candidatura de Afrânio Peixoto: “Quero a sua valiosíssima atenção de caráter pujante e inquebrantável, diante de todas as heroicidades – não é lisonja porque não a sei tecer – para o escândalo que cometeria a Academia se sufragasse em maio próximo um nome que não foi candidato dentro dos termos do Regimento da Academia. A sua intervenção livrará a belíssima Instituição de uma derrocada moral lastimável. Creio na sua ação em benefício do renome da Academia.” Outras três vezes procurou o ingresso na instituição maior das letras brasileiras, em todas elas fracassando no intento.
Suas candidaturas renderam um livro, publicado em 1999, por Renato Berbert de Castro.

## Academia Baiana e outras instituições
Foi Almachio Diniz o Presidente de Honra da Academia Baiana de Letras, entidade formada em 1911, proferindo o seu discurso de instalação, ali ocupando como membro-fundador a Cadeira de número 11. A instituição, contudo, não prosperou, desaparecendo.
Finalmente, em 1917, sob auspícios do então governador Antônio Moniz, com a fundação da Academia de Letras da Bahia, é seu membro-fundador, ocupando a Cadeira 37.
Em 1934 faz-se membro-fundador da Academia Carioca de Letras, onde ocupa a Cadeira 3 (onde foi sucedido por Evaristo de Moraes); foi também correspondente do Instituto Histórico e Geográfico de Sergipe, do Instituto dos Advogados Brasileiros.

## Obras
Legou Almachio Diniz mais de cem obras publicadas. Versando sobre literatura, direito, história e outros temas, no dizer de Antonio Loureiro de Souza tinha "...uma formação enciclopedista rara entre seus contemporâneos. Nos diversos ramos da cultura humanística foi brilhante e profundo (...)" Dentre suas obras, destacam-se:
- Ensaios Filosóficos Sobre o Mecanismo do Direito.  Salvador, 1906.  212 p.
- Pavões.  (romance) Salvador, 1908.  350 p.
- Zoilos e Estetas. (crítica literária).  Porto, 1908.  190 p.
- Questões Atuais de Filosofia e Direito. Rio de Janeiro, 1909.  224 p.
- O Diamante Verde. (romance)  Lisboa, 1910.  164 p.
- A Carne de Jesus. (estudo filosófico).  Salvador : Livraria Gomes Carvalho, 1910  169 p.
- Sociologia e Critica; estudos, escriptos e polemicas.  Porto : Magalhães & Moniz, 1910.  414 p.
- Um Artista da Moda.  Lisboa, 1910.   194p.
- Serpente.  Salvador, 1911.  170 p
- Mundanismo.  Coimbra, 1911.  76 p.
- Troféus em cinzas. (peça teatral).  Salvador, 1911.
- Curso de Enciclopédia Jurídica.  Salvador, 1913.  514 p.
- Bodas Negras. (romance).  Rio de Janeiro, 1913.  248 p.
- Direito da Família. (Manuais Alves). Rio de Janeiro, 1916.   286 p.
- Direito das Coisas. (Manuais Alves). Rio de Janeiro, 1916.
- Direito das Sucessões. (Manuais Alves). Rio de Janeiro, 1916.
- Direito das Obrigações. (Manuais Alves). Rio de Janeiro, 1916.  332 p.
- Direito Público Constitucional.  Rio de Janeiro, 1917.  346 p.
- Teoria Geral do Processo ou Teoria das Ações.  Salvador, 1917.  292 p.